# Jere Klein
Jeremías Tobar Llevul (Santiago, Xile, 4 de març de 2006), millor conegut com a Jere Klein, és un cantant i compositor xilè de gènere urbà, reguetón i trap llatí. Va debutar l'any 2020 amb el senzill titulat «Me la busqué», al costat de Bayriton, Dylan el Menor i Ortega de la M.

## Carrera
Jere Klein nasqué a Santiago de Xile en la vila Santa Anita de la comuna de Lo Prado. Des de molt jove va manifestar el seu interés per la música i el gènere urbà. Als seus inicis, cap als 14 anys, només feia remixos de mambos o aparicions en vídeos musicals del gènere. En 2020 va col·laborar amb Bayriton, Dylan el Menor i Ortega de la M. en el senzill «Me la busqué». A més, al costat del seu amic Jairo Vera i els músics urbans Bayriton i Lushito FlowMii va participar en el hit «Puesto para la acción».
Després de moltes col·laboracions al costat d'artistes de l'escena urbana de Xile com Drakomafia, Basty Corvalán i Yeinomercy, entre d'altres, l'any 2022 va aconseguir magne reconeixement amb la seva cançó «Estoy volando alto». Es va fer conegut a través de la plataforma TikTok gràcies a la seua cançó «Mándame tu ubi», la seua edat i una veu singularment magna el va fer destacar.
Ja a 2023 va vindre un moment àlgid en la seua carrera amb el llançament de l'EP titulat 6.5 de la mà de diferents col·laboracions amb altres artistes com el també xilé King Savagge. Amb aquest últim, Jere Klein va aconseguir el seu primer número un en les llistes de Spotify, gràcies a la cançó «Dos hielos».
Al maig del mateix any va traure el senzill «Una en un millón» i, després, al juny, va publicar el senzill «La bruja» al costat de Drakomafia.
El 10 d'agost de 2023 va interpretar al costat de l'artista argentina Nicki Nicole la cançó «X ESO BB», una de les més conegudes col·laboracions entre un xil·lé i una argentina. Aquest tema ha sigut reconegut com a una mena d'himne per a nombrosos grups de jòvens del llevant Ibèric.
Ja l'1 de desembre d'aquest any va llançar el seu primer àlbum titulat Èmfasi, junt a una presentació en viu al Teatre Caupolicán de Santiago. El disc va tenir més de tres milions de reproduccions en el primer dia, convertint-se així en el millor debut històric d'un xilè en la plataforma de Spotify.

## Vida personal

### Vida Amorosa
El 16 d'abril de 2024 va aparèixer una foto de Jere Klein amb la seva suposada novia, la xica va ser identificada en Instagram com Steffi Elizzondo.

### Controvèrsies
El 22 de desembre de 2022 va protagonitzar una baralla amb el seu amic i també cantant Jairo Vera, previ a l'inici dels Premis La Junta. El vídeo en el qual apareixen pegant-se es va viralitzar a través de les diferents xarxes socials, desconeixent-se les raons darrere del conflicte.
També al juny de 2023, Jere Klein va ser detingut per la policia després d'un control vehicular de Carabiners de Xile en què se li va detectar una bossa de 30 grams de marihuana. A causa de la seva condició de menor d'edat, Jere Klein va quedar amb subjecció del Servei Nacional de Menors de Xile.

## Discografia

### Àlbums d'estudi
- 2023: Énfasis

### EPs
- 2023: 6.5

### Senzills
| Año  | Título                                                                                        | Álbum              |
| ---- | --------------------------------------------------------------------------------------------- | ------------------ |
| 2020 | «Me la busqué» (con Bayriton, Dylan el Menor y Ortega de la M.)                               | s/a                |
| 2020 | «Puesto para la acción» (con Jairo Vera, Bayriton y Lushito FlowMii)                          | s/a                |
| 2021 | «Libertad» (con Drakomafia, Basty Corvalán y Z Jocker)                                        | s/a                |
| 2021 | «Louis Vuitton» (con Basty Corvalán)                                                          | s/a                |
| 2021 | «Mi fanática» (con Jairo Vera y Bayriton)                                                     | s/a                |
| 2021 | «Bye Bye» (con Basty Corvalán, Yeinomercy, Nickyvoice, Diesztro K.O., Kriz Flow y Dimeloyatu) | s/a                |
| 2021 | «Estoy volando alto»                                                                          | s/a                |
| 2022 | «Rockstar»                                                                                    | s/a                |
| 2022 | «38» (con El Rey)                                                                             | El Subestimado     |
| 2022 | «Mándame tu ubi» (con Lucky Brown)                                                            | s/a                |
| 2022 | «Ese corte» (con Balbi El Chamako)                                                            | s/a                |
| 2022 | «Por ti» (con Basty Corvalán)                                                                 | s/a                |
| 2022 | «Muñeca» (con Marcianeke)                                                                     | s/a                |
| 2022 | «Hecha en Cali» (con Yabel, Marcianeke, Los Bandidos y Basty Corvalán)                        | s/a                |
| 2022 | «Los Diablotes» (con ITHAN NY)                                                                | s/a                |
| 2023 | «Hasta mañana» (con Tunechikidd)                                                              | s/a                |
| 2023 | «Dos Hielos» (con King Savagge)                                                               | WorKING            |
| 2023 | «Ya no pienso en ti»                                                                          | s/a                |
| 2023 | «Rockstars» (con Gabo El Chamaquito y El BAI)                                                 | s/a                |
| 2023 | «Vengo de la Brea» (con Lucky Brown y Valdi)                                                  | s/a                |
| 2023 | «6.5»                                                                                         | 6.5                |
| 2023 | «XQ tan sola?» (con Nickoog Clk)                                                              | Giro 180           |
| 2023 | «Ibiza» (con Balbi El Chamako y El BAI)                                                       | s/a                |
| 2023 | «Millonarios juntos» (con ITHAN NY)                                                           | s/a                |
| 2023 | «Una en un millón»                                                                            | Énfasis            |
| 2023 | «Mi bruja» (con Drakomafia)                                                                   | Énfasis            |
| 2023 | «Padres» (con Shishigang Records, ITHAN NY, Tunechikidd, Aqua VS y Pablo Chill-E)             | s/a                |
| 2023 | «X eso BB» (con Nicki Nicole)                                                                 | Énfasis            |
| 2023 | «Ando» (con Gittobeatz)                                                                       | Énfasis            |
| 2023 | «24/7 6.5» (con YSY A y ONIRIA)                                                               | Al after del after |
| 2023 | «Loca farandulera» (con Cris MJ)                                                              | Énfasis            |
| 2024 | «No hay 14F»                                                                                  | s/a                |

## Premis i nominacions
| Any  | Premi        | Categoria              | Receptor                       | Resultat | Ref(s)        |
| ---- | ------------ | ---------------------- | ------------------------------ | -------- | ------------- |
| 2023 | Premis Musa  | Cançó de l'any         | «X això BB» (amb Nicki Nicole) | Ganador  | [ 12 ] [ 13 ] |
| 2023 | Premis Musa  | Col·laboració de l'any | «X això BB» (amb Nicki Nicole) | Nominado | [ 12 ] [ 13 ] |
| 2023 | Copihue d'Or | Millor artista urbà    | Jere Klein                     | Nominado | [ 14 ]        |